# Telopea
Waratah (Telopea) es un género de cinco especies de grandes  arbustos o pequeños árboles de las proteaceae, nativas del sureste de Australia, de Nueva Gales del Sur, Victoria y Tasmania. 

## Descripción
Tienen las hojas dispuestas en espiral 10-20 cm de largo y 2-3 cm de ancho con márgenes enteros o serrados y grandes y densos capítulos de 6-15 cm diámetro con numerosas pequeñas flores rojas y un anillo basal de brácteas rojas. El nombre waratah viene de los pueblos aborígenes de los habitantes alrededor del área de Sídney.

## Taxonomía
Dentro de las proteaceae, sus más parientes más cercanos parecen ser Alloxylon (Árboles Waratahs), Oreocallis y Embothrium, un grupo de plantas con capullos de flores rojas que bordean los confines del sur del anillo del Pacífico. Todos ellos juntos componen la subtribu Embothriinae dentro de la familia.

### Especies
Existen cinco especies que ocupan distintos rangos con mínimos o ningún traslape; listadas de norte a sur:
- Telopea aspera Crisp & P.H.Weston - waratah de Gibraltar o waratah de Nueva Gales del Sur. Noreste de Nueva Gales del Sur.
- Telopea speciosissima (Sm.) R.Br. - waratah de Nueva Gales del Sur. Del Este de Nueva Gales del Sur.
- Telopea mongaensis Cheel - waratah  palo de trenza  (Braidwood waratah) o Waratah Monga. Sudeste de Nueva Gales del Sur.
- Telopea oreades F.Muell. - waratah de Gippsland o waratah de Victoria. Sur de Victoria.
- Telopea truncata (Labill.) R.Br. - waratah de Tasmania. Tasmania.

El waratah de Nueva Gales del Sur es nativo de áreas de la cuenca geológica de Sídney, distritos central y sur de la costa, y de las Montañas Azules; crece aproximadamente 4 m de alto. Se desarrolla típicamente en suelos con margas  arenosas en cadenas montañosas y mesetas. Este waratah es endémico de Nueva Gales del Sur, pero se ha extendido gracias a su popularidad, a Victoria y aún Tasmania.

### Cultivo

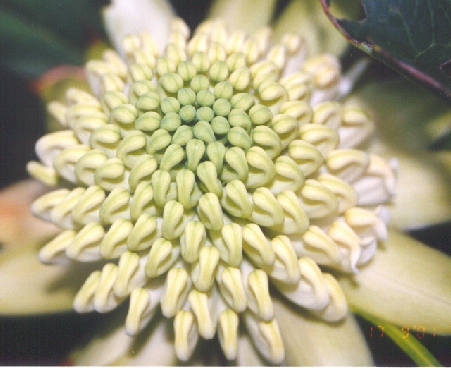
Un cultivar blanco de Waratah.

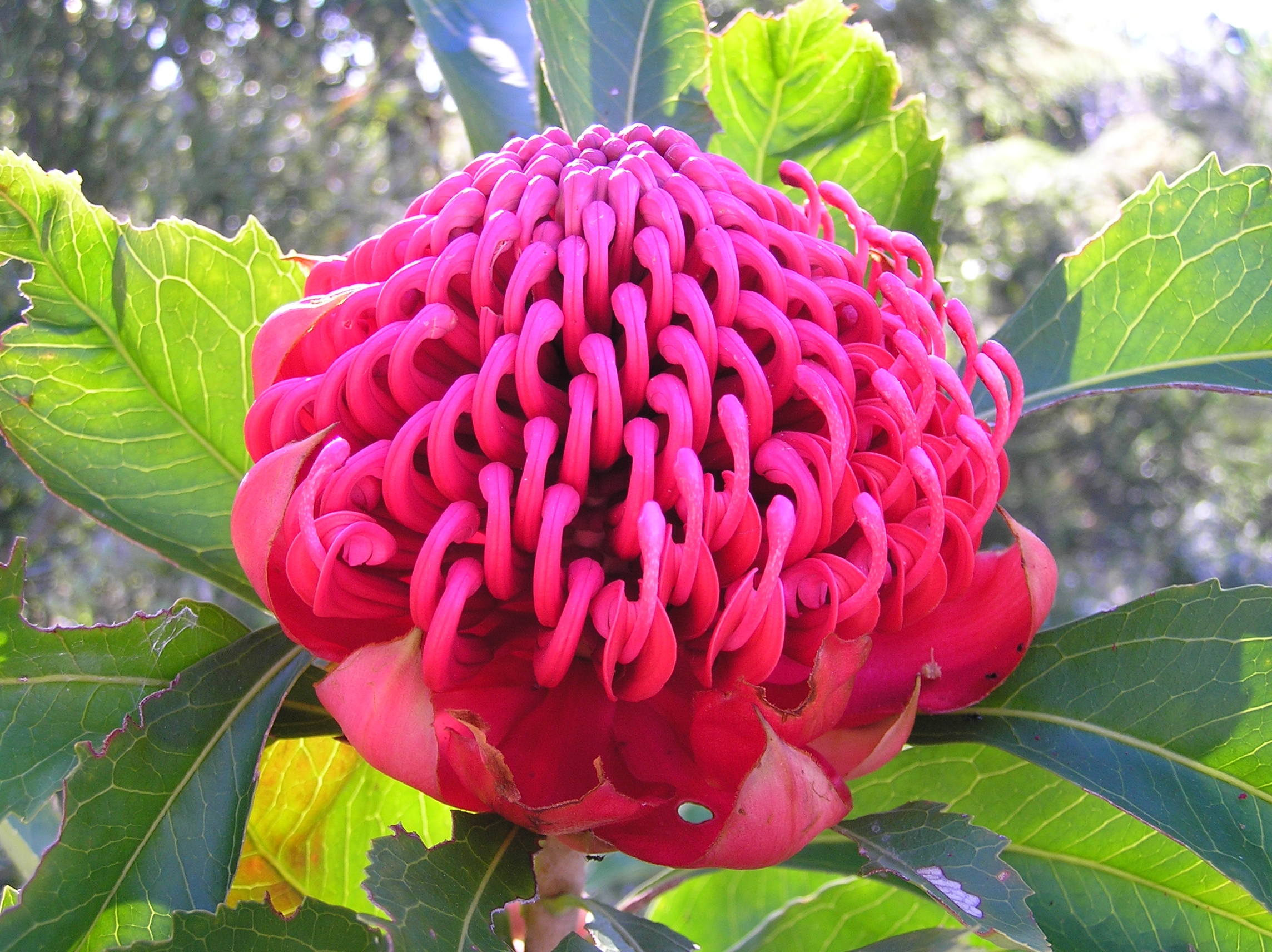
Waratah de Nueva Gales del Sur.

Los Waratahs son populares, aunque algo difícil de cultivar. Son plantas ornamentales en los jardín en Australia; algunos híbridos y cultivares se han desarrollado, incluyendo algunos con flores cremosa-blancas y rosas así como también el rojo natural. Las formas blancas de Telopea speciossisima son nombradas Telopea "Blanco Wirrimbirra" y T. "dama blanca de sombra", mientras T. "dama blanca de sombra" y T. "dama roja de sombra" son en realidad híbridos entre Telopea speciosissima y Telopea oreades.

## Cultura popular
The revista científica botánica Telopea debe su nombre debido al género, así como el suburbio occidental de Telopea en Sídney.
Telopea speciosissima es el emblema floral de Nueva Gales del Sur y varios organizaciones en el estado, incluyendo, el equipo de rugby de los Waratahs y Grace Bros. (ahora Myer).